# Walisische Badmintonmeisterschaft 2000
Die Walisische Badmintonmeisterschaft 2000 fand in Llanelli statt. Es war die 48. Austragung der nationalen Titelkämpfe im Badminton in Wales.

## Titelträger
| Disziplin    | Sieger                            |
| ------------ | --------------------------------- |
| Herreneinzel | Richard Vaughan                   |
| Dameneinzel  | Kelly Morgan                      |
| Herrendoppel | Chris Rees Neil Cottrill          |
| Damendoppel  | Joanne Muggeridge Felicity Gallup |
| Mixed        | Richard Vaughan Kelly Morgan      |